# Hardeep Singh (ur. 1989)
Hardeep Singh (15 lipca 1989) – indyjski zapaśnik walczący w stylu wolnym. Zajął dwudzieste miejsce na mistrzostwach świata w 2009. Czternasty w mistrzostwach Azji w 2009. Mistrz Wspólnoty Narodów w 2007 roku.